# Gunavanthe, Koppa
Gunavanthe là một làng thuộc tehsil Koppa, huyện Chikmagalur, bang Karnataka, Ấn Độ.